# Умирово
Умирово (баш. Үмәр) — село в Бакалинском районе Республики Башкортостан Российской Федерации. Входит в состав Килеевского сельсовета.

## География

### Географическое положение
Расстояние до:
- районного центра (Бакалы): 16 км,
- центра сельсовета (Килеево): 6 км,
- ближайшей ж/д станции (Туймазы): 90 км.

## История
Умирово — административный центр упразднённого Умировского сельсовета (1992-2008 годы)

## Население
| 2002 | 2009 | 2010 |
| ---- | ---- | ---- |
| 542  | ↘525 | ↘471 |

Национальный состав
Согласно переписи 2002 года, преобладающая национальность — кряшены (79 %).